# Pierre Clostermann
Pierre Henri Clostermann (28. února 1921, Curitiba – 22. března 2006) je považován za nejúspěšnějšího francouzského stíhacího pilota, letecké eso ve druhé světové válce.

## Druhá světová válka
V listopadu 1937 získal licenci sportovního pilota. Po vypuknutí války se chtěl dostat do francouzského letectva jako bojový pilot, pro nízký věk však přijat nebyl. V březnu 1942 zahájil zdokonalovací výcvik ve Velké Británii, již jako příslušník Letectva Svobodné Francie. V lednu 1943 byl přeřazen k francouzské 341. peruti RAF Alsasko, vyzbrojené letouny Supermarine Spitfire. 27. července 1943 Clostermann vybojoval svá první vzdušná vítězství – sestřelil hned dva stíhací Focke-Wulf Fw 190. 28. září 1943 odešel k 602. peruti (City of Glasgow) – spekulovalo se o tom, že se nechal přeřadit kvůli sporům s ostatními piloty, kteří mu údajně kladli za vinu smrt svého velitele René Jean Mouchotta (byl sestřelen 27. srpna), Clostermann byl na osudném letu Mouchottovým číslem, avšak během boje ho opustil – sám Clostermann ve svých vzpomínkách uvádí, že Mouchottova poslední slova byla  I'm Alone – jsem sám... S 602. perutí se účastnil mnoha bojových akcí, mnohdy proti pozemním cílům, a dosáhl i několika dalších sestřelů. 7. července 1944 pak od perutě odešel a po dovolené nastoupil do štábní funkce na velitelství Letectva Svobodné Francie. Kancelářský život se mu však nelíbil, a proto se snažil dostat zpět k bojové jednotce – to se mu podařilo a v lednu 1945 byl poslán do Holandska k 274. peruti létající na letounech Hawker Tempest. Později byl převelen k 56. peruti již jako velitel letky. 8. dubna byl opět přeřazen, tentokrát ke 3. peruti., kde rovněž převzal velení perutě. 27. srpna 1945 pak byl demobilizován.
O celkovém počtu jím dosažených sestřelů se dodnes vedou spory – sám Clostermann uvádí 32 vítězství,[zdroj?] existují však rozpory mezi popisem průběhu bojových akcí od něho samotného a jejich popisem v záznamech perutí – u některých sestřelů je uváděno, že šlo o letouny zničené na zemi apod. Podle Tomáše Poláka[kdo?] dosáhl Closterman zcela jistě 11 sestřelů a k těm by bylo možno přičíst nanejvýš dalších 7, což by znamenalo, že by se svými 18 sestřely nebyl nejúspěšnějším francouzským stíhačem.[zdroj?]
Clostermann ovšem patřil také mezi vynikající hloubkové piloty, tzv. "kotláře", když zničil 72 lokomotiv.[zdroj?] Dále je mu připisováno 225 zničených nepřátelských vozidel, 1 ponorka ve spolupráci, 5 tanků či 2 torpédové čluny.[zdroj?]
Po válce vydal slavnou knihu Velký cirkus (Le grand cirque), která obsahuje jeho vzpomínky a zápisky z deníku z období, kdy působil jako stíhací pilot.

## Pozdější život
V poválečném období vstoupil do politiky a v letech 1946–1969 byl celkem osmkrát zvolen poslancem Národního shromáždění. Současně působil v oblasti leteckého průmyslu, v němž dosáhl postavení obchodního ředitele společnosti Reims Aviation, licenčně vyrábějící letouny Cessna pro evropský trh. V letech 1956–1957 se krátce dobrovolně vrátil do vojenské služby jako pilot pozorovacího letounu MH-1521 Broussard v Alžírské válce. Do zálohy odešel v hodnosti plukovníka Francouzského letectva.